# Косовка девојка
Косовка девојка је главна легендарна личност истоимене песме косовског циклуса српских епских народних песама. Она је млада девојка која после Косовске битке лута по бојном пољу, поји и вида ране рањеним ратницима, док истовремено тражи свог вереника, кума и девера, а по народној песми они су Топлица Милан, Милош Обилић и Косанчић Иван. Најзад наилази на тешко рањеног ратника, по народној песми витез Павле Орловић, ког поји док јој он беседи да су сва тројица страдала у боју, а касније и сам умире на њеним рукама.
Песма Косовка девојка броји се заједно са песмом Смрт мајке Југовића у најлепше косовске песме, а велику популарност у српском народу добила је као алегорија за бригу, помоћ и љубав према ближњима.

## Идентитет
По народном предању, Косовка девојка је била Јелица — рођена сестра српског великаша Стевана Мусића. Мусић је познат као охол властелин који је господарио у месту Брвенику. Јелица је такође била сестричина српског кнеза Лазара, косовског мученика. У њу се „загледао” Милан Топлица, побратим Милоша Обилића.

## Инспирација за уметнике
Косовку девојку је 1879. године први насликао Фердо Кикерец под француским утицајем, где су тада биле у моди историјске теме — због подизања патриотског духа. Четрдесет година касније слика је постала инспирација Урошу Предићу, који је по наруџбини "Кола српских сестара" насликао једну од најпознатијих и најлепших слика српске ликовне уметности. Модел за лик девојке била је Лепосава Станковић, касније Лулик (1899—1995).
Иван Мештровић створио је 1909. године мермерни рељеф, као део вајарске декорације за Видовдански храм, који је требало да буде подигнут на Косову. Скулптура се одликује чврстим и стабилним облицима, који делују монументално, јасно асоцирајући на метопе, односно рељефима украшена поља на античким храмовима. Мештровићева Косовка девојка приказује девојку и јунака, који као у неком трансу посматрају место најтежег окршаја и илуструје десет стихова Орловића Павла из истоимене народне песме: 
Ал’ беседи Орловићу Павле:

„Сестро драга, Косовко девојко!

Видиш, душо, она копља бојна

Понајвиша а и понајгушћа,

Онде ј’ пала крвца од јунака

Та доброме коњу до стремена,

До стремена и до узенђије,

А јунаку до свилена паса,

Онде су ти сва три погинула,

Већ ти иди двору бијеломе,

Не крвави скута ни рукава.”

## Популарна култура
Лик Косовке девојке се појављује у филму Бој на Косову (1989).
Улица Косовке девојке налази се у општини Стари град. Ова улица повезује улицу Краљице Наталије и улицу Краља Милана. У близини се може видети Андрићев венац, Руски центар и споменик цару Николају II. Улице са овим именом такође се налазе у Нишу, Младеновцу, Сурчину и Бања Луци.